# Franco Brienza
Franco Brienza (ur. 19 marca 1979 w Cantù) – włoski piłkarz grający na pozycji skrzydłowego lub napastnika.

## Kariera klubowa
Brienza zawodową karierę zaczynał w US Foggia, w której grał przez trzy lata (1997–2000). Następnie trafił do US Palermo, które wówczas występował w Serie C1. W kolejnym sezonie US Palermo występowało już w Serie B, a Brienza w 29 występach strzelił 2 bramki. W sezonie 2002–2003 Brienza został wypożyczony do drugoligowego Ascoli. Na sezon 2003/2004 powrócił do US Palermo, jednak nie grał tam w podstawowym składzie, przez co w styczniu 2004 trafił na wypożyczenie do pierwszoligowej Perugii. Przez kolejne cztery lata (2004–2008) występował w US Palermo.
W kolejnych latach grał w Regginie, Sienie, Palermo, Atalancie, Cesenie, Bolognie oraz Bari.
W Serie A rozegrał 290 spotkań i zdobył 43 bramki.

## Kariera międzynarodowa
Brienza dwukrotnie wystąpił w reprezentacji Włoch, w której zadebiutował w czerwcu 2005 roku w meczu z Serbią i Czarnogórą.